# Valle de Ángeles (ort i Departamento de Francisco Morazán, lat 14,15, long -87,03)
Valle de Ángeles är en ort i Honduras.   Den ligger i departementet Departamento de Francisco Morazán, i den centrala delen av landet, 20 km öster om huvudstaden Tegucigalpa. Valle de Ángeles ligger 1 278 meter över havet och antalet invånare är 4 649.
Terrängen runt Valle de Ángeles är kuperad åt sydväst, men åt nordost är den bergig. Runt Valle de Ángeles är det ganska tätbefolkat, med 83 invånare per kvadratkilometer. Närmaste större samhälle är Cofradia, 18,3 km söder om Valle de Ángeles. 